# Bresternica-Gaj

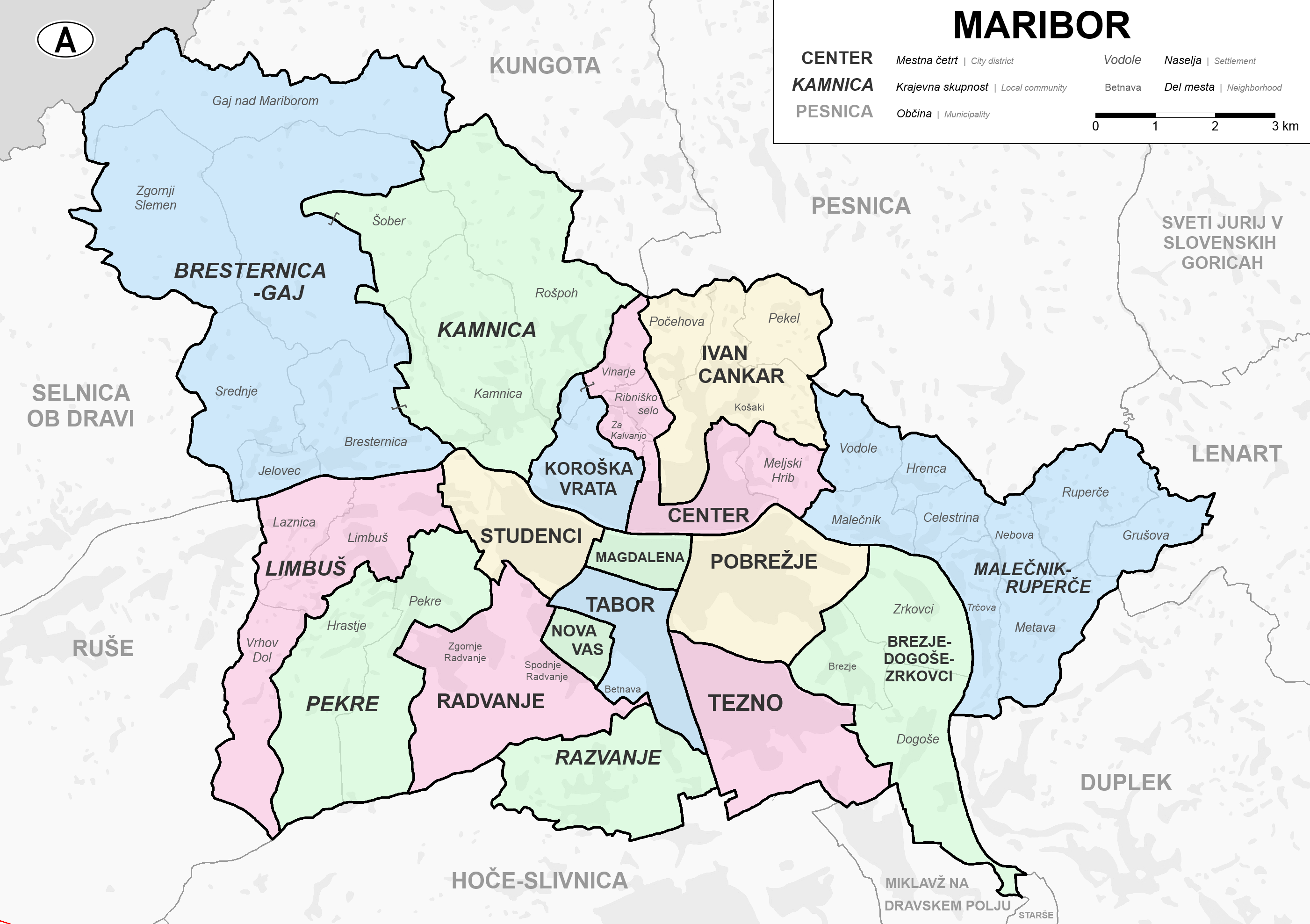

Bresternica-Gaj ist der Name einer Ortsgemeinschaft (slow. Krajevna skupnost, KS) in der Stadtgemeinde Maribor in Slowenien. Sie liegt im Nordosten des Landes in der historischen Landschaft Spodnja Štajerska (Untersteiermark) und zugleich in der statistischen Region Podravska.
Zur Ortsgemeinschaft gehören die Siedlungen Bresternica, Sredma, Jelovec, Srednje, Gaj nad Mariborom, Šober und Zgornji Slemen.

## Geographie
Die Ortsgemeinschaft liegt westlich der Stadt Maribor. Sie grenzt im Süden an die Drau, im Osten an den Mariborer Bezirk Kamnica, im Norden an die Gemeinde Kungota und die österreichische Grenze und im Westen an die Gemeinde Selnica ob Dravi. 